# Hydrillodes incerta
Hydrillodes incerta là một loài bướm đêm trong họ Noctuidae.